# Mimela laotina
Mimela laotina är en skalbaggsart som beskrevs av Ohaus 1930. Mimela laotina ingår i släktet Mimela och familjen Rutelidae. Inga underarter finns listade i Catalogue of Life.